# Der Schmuck (Maupassant)

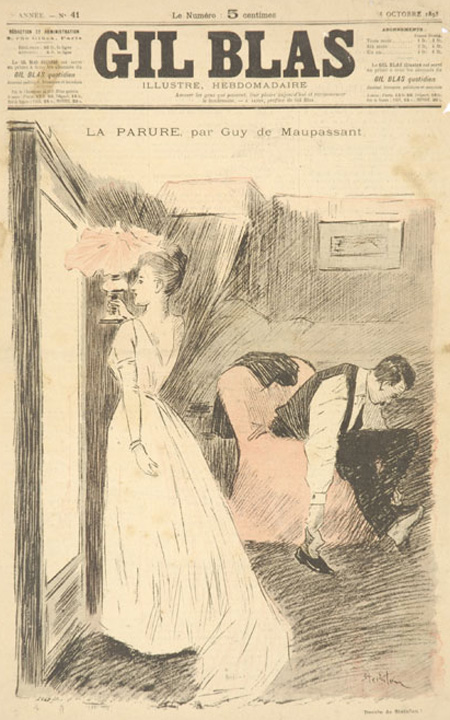
La Parure, Illustration der Titelseite des Gil Blas, 8. Oktober 1893

Der Schmuck (franz. La Parure) ist der Titel einer in der Zeitschrift Le Gaulois vom 17. Februar 1884 erstmals veröffentlichten Erzählung des französischen Schriftstellers Guy de Maupassant.

## Inhalt

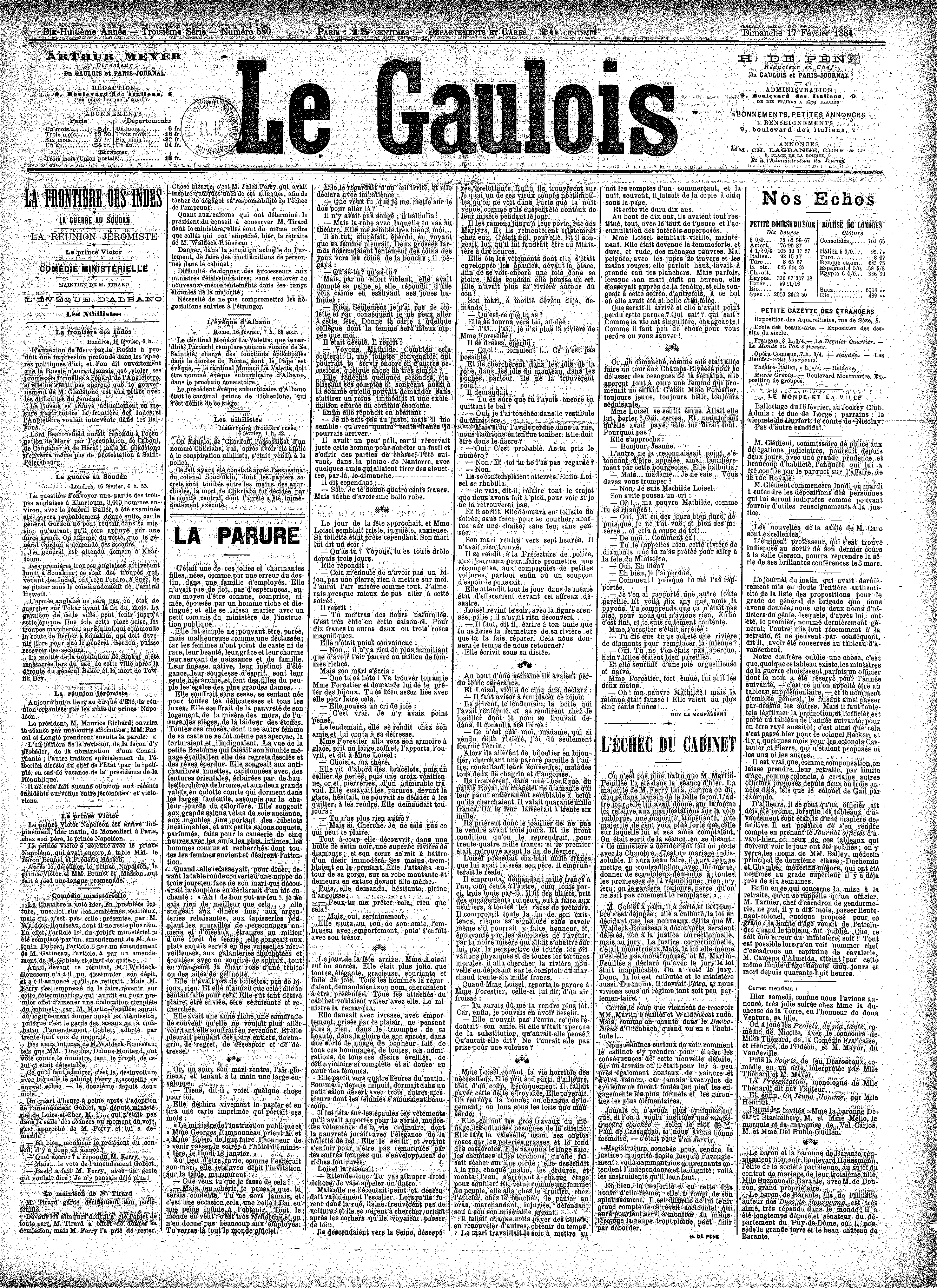
Erstveröffentlichung der Erzählung Der Schmuck in der Zeitschrift Le Gaulois, Ausgabe vom 17. Februar 1884.

Die Erzählung dreht sich um das unglückliche Schicksal der Mathilde Loisel, einer ausgesprochen hübschen, aber in einfachen Verhältnissen geborenen jungen Frau, die sich für einen Ball ein Brillantenhalsband von einer reichen Freundin (Madame Forestier) ausleiht und dieses während der Veranstaltung verliert. Gemeinsam mit ihrem Mann, einem Beamten, entschließt sie sich, Geld bei Freunden zusammenzuleihen und den Schmuck zu ersetzen. Schließlich kauft sie ein dem Original sehr ähnliches Stück, das sie ihrer Freundin zurückgibt, ohne dass diese den Schwindel bemerkt. Zehn Jahre hinweg mühen sich Mathilde und ihr Mann damit ab, ihre enormen Schulden zurückzuzahlen und verelenden dabei zusehends. Als die von den Strapazen gezeichnete Mathilde auf einem Spaziergang ihre immer noch jung gebliebene Freundin trifft, erkennt diese sie zunächst nicht wieder. Auf deren erstaunte Nachfrage hin erzählt Mathilde ihr nun die ganze Wahrheit und erfährt dabei, dass das von ihr damals ausgeliehene Collier nahezu wertlos war, da es sich um unechte Brillanten handelte.

### Textausgaben
- Guy de Maupassant, Der Schmuck, Der Teufel [u. a.], übersetzt aus dem Französischen und Nachwort von Ernst Sander, [Nachdruck] Stuttgart 2002, ISBN 3-15-006795-2 (= Reclams Universal-Bibliothek; 6795)
- Guy de Maupassant, Der Schmuck, gelesen von Maria Sebaldt, Naxos Hörbücher [s. l.] 2002, ISBN 3-89816-095-5

### Lernmaterialien
- Max Lorf: La Parure / Guy de Maupassant. (Lernmaterialien). 14. Auflage. Lensing, Dortmund 1987, ISBN 3-559-35126-X.

## Notizen
1. ↑  Schwerpunkt: Die in den Szenen dargestellten biographischen Elemente. Enthält: Vorschläge zur Arbeit mit der zweispr. Sendung * Am Strand von Étretat * Zimmer einer Prostituierten * Im Arbeitszimmer * Zu dieser Novelle * Maupassants Krankheit schreitet fort * Am Wasser * Park der Klinik * Weiterführende Arbeiten.- Die Sendungen sind über die Website auch auf Datenträger erhältlich. Inszenierung Frédéric Ortiz, Théâtre Off, Marseille; Fernsehregie Jean-Marie Perrochat. Begleitmaterial (Zusammenfassung) auf der Website im Abschnitt „Hintergrund“; Literaturangaben